# قائمة إصدارات الطوابع في أوكرانيا لسنة 1992

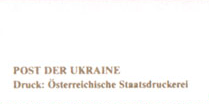
وضع العلامة التجارية Österreichische Staatsdruckerei على الطابع رقم 33

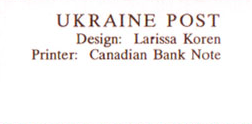
علامة شركة النقود الكندية Canadian Bank Note Company على الطابه رقم 13

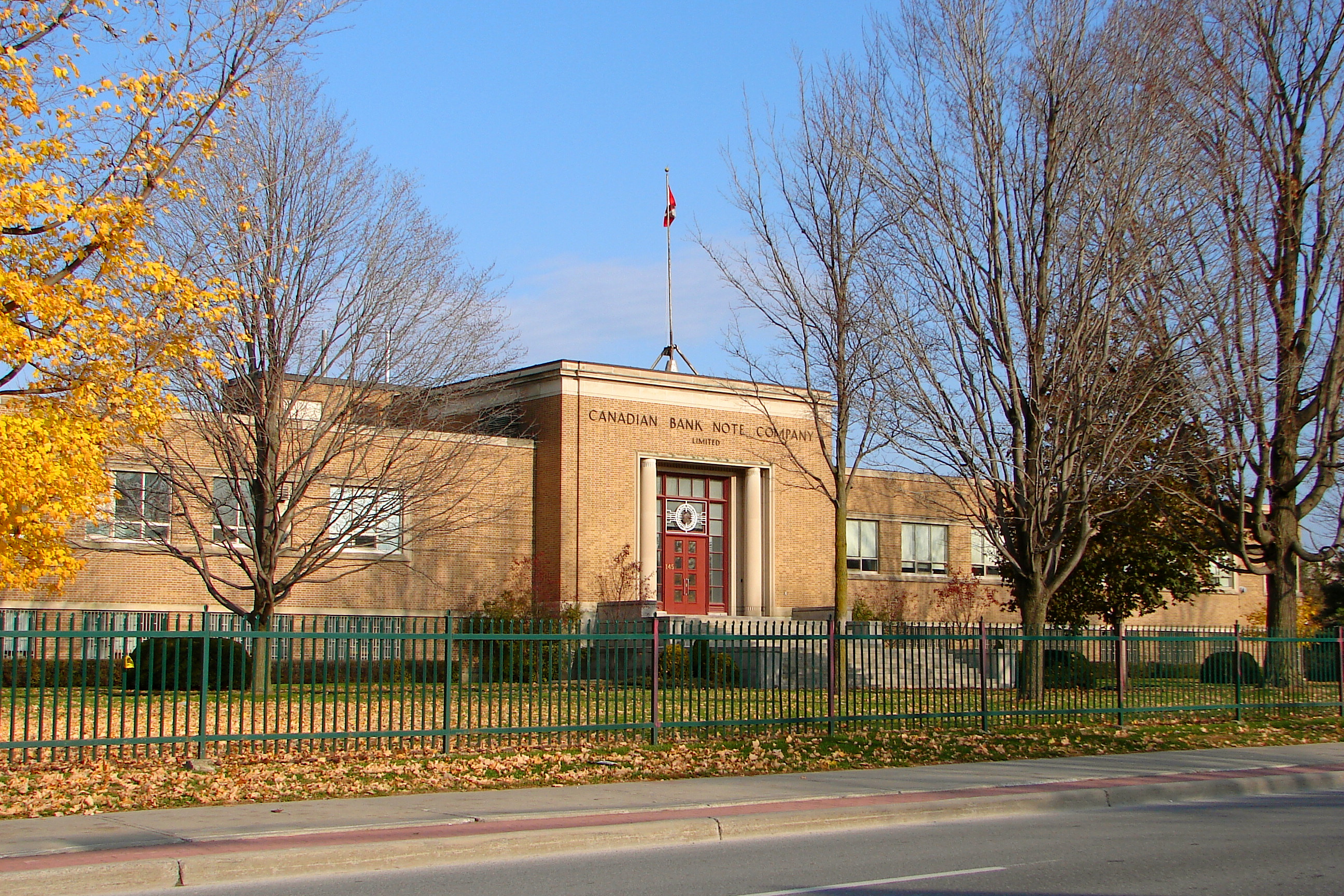
شركة النقود الكندية في أوتاوا

طوابع بريد أوكرانيا 1992 — قائمة طوابع البريد التي طرحتها خدمة البريد الأوكراني للتداول في عام 1992.
أُعلن استقلال أوكرانيا في عام 1991، ولكن أول طوابع بريدية أوكرانية، والتي كان من المفترض أن تؤكد على وجود دولة مستقلة جديدة وتؤكد على الهوية الأوكرانية، ظهرت فقط في عام 1992 (قرار لجنة الدولة للاتصالات في أوكرانيا بتاريخ 6 فبراير 1992، رقم 21 "حول إدخال أول طوابع بريدية أوكرانية إلى التداول"). وهكذا، في الأول من مارس/آذار عام 1992، صدرت الطوابع الأولى لأوكرانيا بعد إعلان الاستقلال. خصصت للاحتفال بالذكرى السنوية الخمسمائة للقوزاق الأوكرانيين والذكرى السنوية المائة للاستيطان الأول للأوكرانيين في كندا.
أصدر 24 طابعًا: 8 طوابع قياسية من الإصدار الأول و16 طابعًا فنيًا (تذكاريًا) مخصصًا لذكرى رجال الدولة وشخصيات بارزة في العلوم والثقافة والذكرى السنوية للتواريخ الهامة والأحداث التي تصور حيوانات ونباتات البلاد وما إلى ذلك. طرحت طوابع بريدية للتداول بالقيم التالية:
- 0,15 كاربوفانتس
- 0,20 كاربوفانتس
- 0.50 كاربوفانتس
- 0.70 كاربوفانتس
- 1 كاربوفانتس
- 2 كاربوفانتس
- 5 كاربوفانتس
- 10 كاربوفانتس
- 20 كاربوفانتس
- 50 كاربوفانتس

أول طابع بريدي أصدرته أوكرانيا في عام 1992 كان يحمل عنوان "500 عام من القوزاق الأوكرانيين" (فئة 0.15 روبل). كما أصدرت 4 طوابع تذكارية لموضوع واحد وهو أداء فريق موحد من الرياضيين في الألعاب الأولمبية في برشلونة.
طبعت الطوابع رقم 13، 23، 24، 25، 26، 27، 29، 30 في دار الطباعة الكندية Canadian Bank Note Company، وطلع الطابع رقم 33 في دار الطباعة النمساوية الحكومية، وطبع الطابع رقم 34 في دار الطباعة المجرية، وطبعت جميع الطوابع الأخرى في دار غوزناك للطباعة في موسكو (روسيا).
فرزت الطوابع حسب تاريخ التداول أو الإصدار.

## قائمة الطوابع التذكارية
| تسلسل الكتلوج                | الصورة | الوصف والمصدر | القيمة           | تاريخ طرحها للتداول | كيمة الإصدار | المصمم       |
| ---------------------------- | ------ | --- | ---------------- | ------------------- | ------------ | ------------ |
| رقم 11 (Mi #71)              |        | 500 عام من القوزاق الأوكرانيين | 0,15 كاربوفانتس  | 1 مارس 1992         | 2٬500٬000    | إيفاخنينكو   |
| رقم 12 (Mi #72)              |        | الذكرى المئوية للاستيطان الأول للأوكرانيين في كندا                                                                                                   | 0,15 كاربوفانتس  | 1 مارس 1992         | 2٬500٬000    | إيفاخنينكو   |
| رقم 13 (Mi #73)              |        | الملحنين الأوكرانيين المتميزين. الذكرى السنوية الخمسون بعد المائة لميلاد مؤسس الموسيقى الكلاسيكية الأوكرانية، ميكولا فيتاليوفيتش ليسينكو (1842-1912) | 1,00 كاربوفانتس  | 22 مارس 1992        | 3٬000٬000    | لاريسا كورين |
| رقم 14 (Mi #74)              |        | الذكرى السنوية الخامسة والسبعون بعد المائة لميلاد المؤرخ والناشر والكاتب الأوكراني البارز ميكولا إيفانوفيتش كوستوماروف (1817-1885)                   | 0,20 كاربوفانتس  | 16 مايو 1992        | 2٬500٬000    | إليوخين      |
| رقم 23 (Mi #83)              |        | الألعاب الأولمبية الصيفية الخامسة والعشرون في برشلونة عام 1992. رياضة الجمباز مع شريط                                                                | 3,00 كاربوفانتس  | 25 يوليو 1992       | 3٬000٬000    | إيفاخنينكو   |
| رقم 24 (Mi #84)              |        | الألعاب الأولمبية الصيفية الخامسة والعشرون في برشلونة عام 1992. الوثب بالزانة                                                                        | 4,00 كاربوفانتس  | 25 يوليو 1992       | 5٬500٬000    | لاريسا كورين |
| رقم 25 (Mi #85)              |        | الألعاب الأولمبية الصيفية الخامسة والعشرون في برشلونة عام 1992. رياضة الجمباز مع شريط                                                                | 5,00 كاربوفانتس  | 25 يوليو 1992       | 3٬000٬000    | إيفاخنينكو   |
| رقم 26 (Mi #86)              |        | الذكرى الأولى إعلان سيادة دولة أوكرانيا. شعار أوكرانيا وعلم أوكرانيا                                                                                 | 2,00 كاربوفانتس  | 19 أغسطس 1992       | 5٬000٬000    | سنارسكي      |
| رقم 27 (Mi #87)              |        | المنتديات العالمية الأوكرانية | 2,00 كاربوفانتس  | 19 أغسطس 1992       | 3٬000٬000    | إيفاخنينكو   |
| رقم 28 (Mi #88) (Mi #Block1) |        | ورقة طوابع تذكارية: الذكرى 25 لتأسيس اتحاد هواة جمع الطوابع في أوكرانيا. المعرض الوطني الأول للطوابع البريدية في إيفانو فرانكيفسك. ثلاثة موسيقيين    | 2,00 كاربوفانتس  | 19 أغسطس 1992       | 1٬000٬000    | لاريسا كورين |
| رقم 29 (Mi #89)              |        | أسبوع الحروف أو أسبوع الكتابة | 5,00 كاربوفانتس  | 4 أكتوبر 1992       | 5٬000٬000    | دفورنيك      |
| رقم 30 (Mi #90)              |        | المؤتمر العالمي الأول للمحامين الأوكرانيين | 15,00 كاربوفانتس | 18 أكتوبر 1992      | 2٬500٬000    | فاسيلينكو    |
| رقم 31 (Mi #91)              |        | التطريز الأوكراني | 0,50 كاربوفانتس  | 16 نوفمبر 1992      | 2٬500٬000    | زاروف        |
| رقم 32 (Mi #93)              |        | أكاديمية كييف موهيلا، وهي أول مؤسسة للتعليم العالي ومركز ثقافي وتعليمي بارز في أوكرانيا.                                                             | 1,50 كاربوفانتس  | 27 نوفمبر 1992      | 2٬500٬000    | لاريسا كورين |
| رقم 33 (Mi #92)              |        | الشتات الأوكراني في النمسا | 5,00 كاربوفانتس  | 27 نوفمبر 1992      | 1٬000٬000    | تورتسكي      |
| رقم 34 (Mi #94) (Mi #Block2) |        | ورقة طوابع تذكارية الرياضيون الأوكرانيون الحائزون على الميداليات في دورة الألعاب الأولمبية الصيفية الخامسة والعشرون في برشلونة عام 1992."            | 10,00 كاربوفانتس | 14 ديسمبر 1992      | 200٬000      | دفورنيك      |

## أغلفة اليوم الأول المختومة
| تسلسل الكتلوج                 | الصورة | الختم | الوصف                          | تاريخ طرحها للتداول | كيمة الإصدار | المصمم     |
| ----------------------------- | ------ | ----- | ------------------------------ | ------------------- | ------------ | ---------- |
| رقم غ. أ. ي. 1 رقم خ. أ. ي. 1 |        |       | 500 عام من القوزاق الأوكرانيين | 1 مارس 1992         | 20000        | إيفاخنينكو |

## الإصدار الأول من الطوابع الدائمة

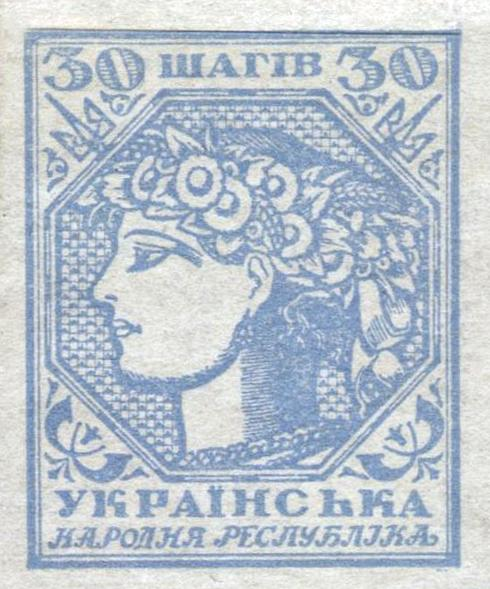
طابع صادر عن جمهورية أوكرانيا الشعبية في 1918، بقيمة 30 شاه (أو شاغ) وهو من تصميم جورجي إيفانوفيتش ناربوت
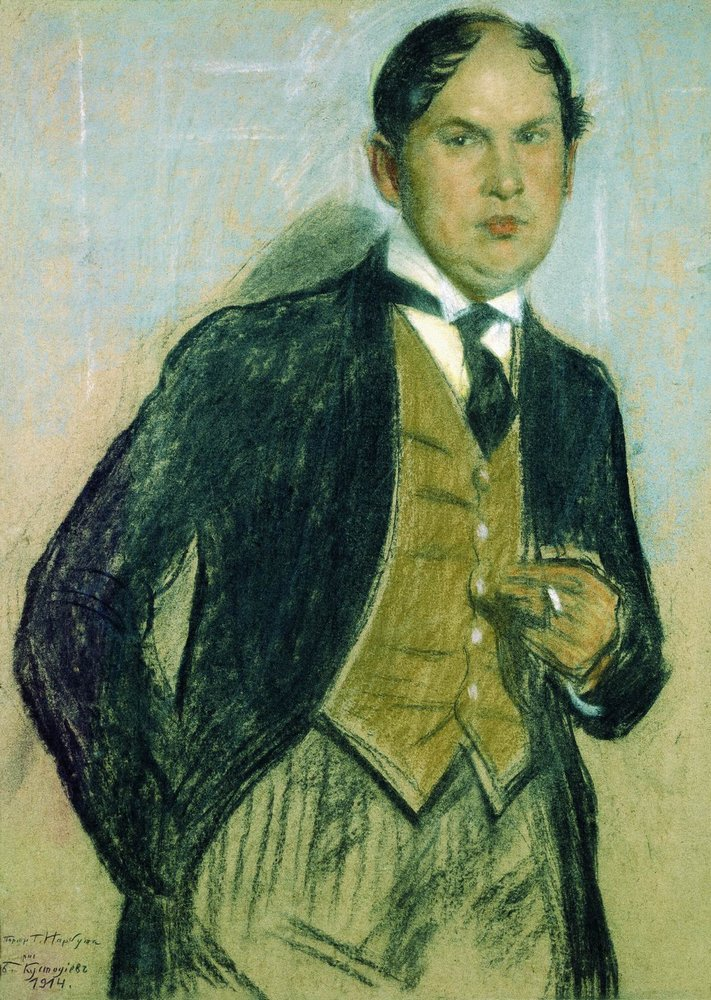
جورجي إيفانوفيتش ناربوت

| تسلسل الكتلوج   | الصورة | الوصف والمصدر                | القيمة           | تاريخ طرحها للتداول | كيمة الإصدار | المصمم  |
| --------------- | ------ | ---------------------------- | ---------------- | ------------------- | ------------ | ------- |
| رقم 15 (Mi #75) |        | صورة رمزية “أوكرانيا الشابة” | 0,50 كاربوفانتس  | 17 يونيو 1992       | 40٬000٬000   | دفورنيك |
| رقم 16 (Mi #76) |        | صورة رمزية “أوكرانيا الشابة” | 0,70 كاربوفانتس  | 17 يونيو 1992       | 10٬000٬000   | دفورنيك |
| رقم 17 (Mi #77) |        | صورة رمزية “أوكرانيا الشابة” | 1,00 كاربوفانتس  | 17 يونيو 1992       | 10٬000٬000   | دفورنيك |
| رقم 18 (Mi #78) |        | صورة رمزية “أوكرانيا الشابة” | 2,00 كاربوفانتس  | 17 يونيو 1992       | 41٬100٬000   | دفورنيك |
| رقم 19 (Mi #79) |        | صورة رمزية “أوكرانيا الشابة” | 5,00 كاربوفانتس  | 16 سبتمبر 1992      | 30٬500٬000   | دفورنيك |
| رقم 20 (Mi #80) |        | صورة رمزية “أوكرانيا الشابة” | 10,00 كاربوفانتس | 16 سبتمبر 1992      | 37٬900٬000   | دفورنيك |
| رقم 21 (Mi #81) |        | صورة رمزية “أوكرانيا الشابة” | 20,00 كاربوفانتس | 16 سبتمبر 1992      | 31٬400٬000   | دفورنيك |
| رقم 22 (Mi #82) |        | صورة رمزية “أوكرانيا الشابة” | 50,00 كاربوفانتس | 16 سبتمبر 1992      | 77٬500٬000   | دفورنيك |

## وصلات خارجية
- Nestor Publishers | Ukraine : 1992 نسخة محفوظة 8 أكتوبر 2017 على موقع واي باك مشين. (بالإنجليزية)